# À contre-courant
«À contre-courant» (рус. Против течения) — седьмой сингл французской певицы Alizée, выпущенный 7 октября 2003 года. Сингл содержал англоязычную версию песни «J'ai pas vingt ans». Макси сингл, выпущенный 12 ноября 2003 года, включал в себя 3 ремикса и радиоверсию.

## Музыкальное видео
Видеоклип был снят в Бельгии, режиссёром выступил Пьер Штайн, который и выбрал место съёмок.Длительность видео составила 3:54, премьера состоялась 1 октября 2003 года на французском канале M6.

## Список композиций

### Французский CD сингл
1. «À contre-courant» — 4:32
2. «I’m Not Twenty» — 4:15

### Французский CD максисингл
1. «À contre-courant» — 4:25
2. «À contre-courant» (Azzibo Da Bass Remix) — 7:15
3. «À contre-courant» (Steve Helstrip Club Remix) — 6:55
4. «À contre-courant» (Azzibo Da Bass Dub) — 6:05

### Французский промо CD
1. «À contre-courant» (radio edit) — 3:47

### Французская промо грампластинка
1. «À contre-courant» (Azzibo Da Bass Remix) — 7:15
2. «À contre-courant» (Steve Helstrip Club Remix) — 6:55

### Французская промо VHS
1. «À contre-courant» — 3:54

## Чарты
| Чарт (2003)        | Наивысшее место |
| ------------------ | --------------- |
| Бельгия (Фландрия) | 20              |
| Бельгия (Валлония) | 60              |
| Франция            | 22              |
| Швейцария          | 64              |